# Лиландра Нерамани
Лиландра Нерамани (англ. Lilandra Neramani) — героиня американских комиксов издательства Marvel Comics, наиболее известная как одна из союзников Людей Икс. Лиландра — бывшая императрица Ши’ара, сестра Птицы смерти, бывшая жена Чарльза Ксавьера и мать их общей дочери Ксандры. 
Лиландра была одним из центральных персонажей сюжетной арки The Dark Phoenix Saga, где заручилась поддержкой Чарльза Ксавьера и его Людей Икс в свержении её брата-диктатора Д’Кена. Трагически погибла во время событий War of Kings на руках верного ей предводителя Имперской гвардии Гладиатора.
С момента своего первого появления в комиксах Лиландра появилась в других медиа продуктах, включая мультсериалы и видеоигры.

## Историй публикаций
Лиландра Нерамани была создана сценаристом Крисом Клэрмонтом и художником Дэйвом Кокрумом и впервые появилась в комиксе The Uncanny X-Men #97 (Февраль 1976).

## Силы и способности
Поскольку Лиландра является представительницей инопланетной расы Ши’ар, физические характеристики её тела превышают человеческие. Лиландра обладает ограниченными телепатическими способностями.
Лиландра — квалифицированный боец на ближних дистанциях, обученная ши’арским методам вооружённого и рукопашного боя. Также является опытным пилотом звездолёта.
Лиландра носит боевые доспехи из неизвестного материала. При необходимости она использует ши’арский посох.

## Альтернативные версии

### Ultimate Marvel
Во вселенной Ultimate Marvel Лиландра Нерамани не является инопланетянкой, а вместо этого выступает «Маджестром» Церкви Ши’арского Просвещения, практикующей древнюю религию, восходящую к Фениксу. В разговоре с Чарльзом Ксавьером Лиландра заявляет, что хочет финансировать деятельность Людей Икс в обмен на изучение Джин Грей. Впоследствии Лиландра посещает похороны Чарльза Ксавьера.

## Вне комиксов

### Телевидение
- Лиландра появилась в третьем сезоне мультсериала «Люди Икс» (1992), где её озвучила Камилла Скотт[8] Данная версия обладала ограниченными телепатическими способностями. Она обратилась за помощью к Профессору Ксавьеру и его Людям Икс, чтобы заручиться их поддержкой в свержении её брата Д’Кена. За то короткое время, что они провели наедине, Ксавьер и Лиландра полюбили друг друга и, в конечном итоге, сумели победить Д’Кена. Когда Лиландра стала новой наследницей трона Империи Ши’ар, она поцеловала и поблагодарила Ксавьера за помощь и даже предложила ему остаться с ней, но тот отказался следовать за Лиландрой это до тех пор, пока существует вражда между мутантами и человечеством. Она вернулась на Землю, когда Ксавьер смертельно заболел и перенесла его в Империю Ши’ар, чтобы вылечить Чарльза.
- Ника Футтерман озвучила Лиландру в мультсериале «Халк и агенты У.Д.А.Р.» (2013)[8]. Она и Высший Разум обсуждают мирный договор между Крии и Ши’аром, который мог быть достигнут только в случае добычи Стражами Галактики Сферы Истины. После того, как Агенты У.Д.А.Р. и Стражи Галактики сбегают от Коллекционера и приносят им артефакт, Крии и Ши’ар успешно заключают мирный договор.

### Кино
Изначально Лиландра должна была появиться в фильме «Люди Икс: Тёмный Феникс» (2019) в исполнении Джессики Честейн. Тем не менее, из-за переписывания сценария Лиландра была исключена из сюжета картины, а сама Честейн сыграла Вук, лидера инопланетной расы Д’Бари. Режиссёр «Тёмного Феникса» Саймон Кинберг заявил, что не смог включить в фильм Лиландру и Клуб Адского Пламени из-за ограниченного хронометража.

### Видеоигры
- Лиландра появляется на втором уровне игры X-Men (1993). Люди Икс отправляются в Империю Ши’ар, чтобы спасти её от Птицы смерти.
- Лиландра появляется в бонусной миссии игры X-Men Legends II: Rise of Apocalypse (2005) для PSP.
- Марабина Джеймс озвучила Лиландру в игре Marvel: Ultimate Alliance (2006)[8]. По сюжету, Птица смерти узурпирует её трон. Лиландра может быть спасена по усмотрению игрока: игрок должен предотвратить самоуничтожение звездолёта Ши’ар, разбив энергетические узлы за отведённое время. В одной из комнат с силовыми узлами появляется Лиландра, подключённая к так называемой «камере пыток». Чтобы спасти её, необходимо разбить находящийся поблизости компьютер, несмотря на её мольбы спасти корабль. Если узлы питания будут уничтожены заранее, у игрока пропадёт возможность уничтожить компьютер. Если игрок решит спасти её, Ши’ар даст Земле передовые технологии, чтобы уничтожить все болезни и голод на планете, а технология Ши’ар, в конечном итоге, позволит человечеству колонизировать другие планеты. Если игрок не сделает этого, Ши’ар откажется помогать героям, когда им не удастся остановить астероид, который уничтожит западное побережье Соединённых Штатов. После освобождения, Лиландра говорит героям, что находится в вечном долгу перед ними. У неё есть особый диалог со Шторм в момент заключения.